# 横浜バプテスト神学校
横浜バプテスト神学校（よこはまバプテストしんがっこう）は、アメリカ北部バプテストが設立した、伝道者養成学校。関東学院の源流の一つ。

## 概要
1884年の10月6日に、横濵山手64番の地に設立されて、初代校長にはアルバート・アーノルド・ベネットが就任した。当初、卒業の制度はなかったが、1888年に学制を定めて4年制として、1892年の4月に第1回卒業式が行われて、世良田盛次郎が卒業した。
1894年10月22日、山手75番に校舎を献堂し、1902年に隣接する西洋館を購入し校長邸とした。校長は1894年J・L・デーリングに替わり、さらに1908年W・B・パーシュレーが就任した。
神学校は南部バプテストの福岡バプテスト神学校と合同することになり 1910年4月28日に最後の卒業式（第13回）が行われて、同年の10月12日 東京・小石川に日本バプテスト神学校が設立された。